# Campeonato Mundial de Baile de Tango
El Campeonato Mundial de Baile de Tango es una competencia internacional entre bailarines de la danza argentina tango que se realiza anualmente desde 2003, durante el mes de agosto, en Buenos Aires (Argentina). Se compite en dos categorías: tango escenario y tango de pista. El campeonato se realiza en el marco del evento Tango Buenos Aires Festival y Mundial. En la edición de 2013 asistieron 550.000 personas y compitieron 556 parejas de 37 países, seleccionados en rondas pre clasificatorias en varias partes del mundo.

## Características
El Campeonato Mundial de Baile de Tango se realiza anualmente en Buenos Aires durante el mes de agosto y forma parte del evento cultural Buenos Aires Tango Festival y Mundial de Baile, que tiene una duración de dos semanas.
El Campeonato Mundial se realiza desde 2003 y fue una iniciativa de la gestión de Aníbal Ibarra, Jefe de Gobierno de la Ciudad de Buenos Aires en ese entonces. A la edición de 2013 asistieron 550.000 personas y compitieron 556 parejas de 37 países, seleccionados en rondas preclasificatorias en varias partes del mundo. La participación es libre y gratuita para aficionados y profesionales.

## Desarrollo
Los bailarines representan ciudades o países y pueden inscribirse gratuitamente y sin ninguna exigencia de profesionalismo. El reglamento no establece ninguna restricción referida al género de los bailarines y bailarinas, ni en la composición de las parejas. La competencia consta de tres etapas: clasificatoria, semifinales y la final.
El Campeonato Mundial tiene una etapa preclasificatoria con sedes en varias partes del mundo. En 2013 se realizaron competencias preclasificatorias en Estados Unidos (San Francisco), Italia (Terracina), Rusia (Moscú), China (Pekín), Chile (Chillán) y Uruguay (Montevideo). A los competidores que surgen de dichas rondas preclasificatorias y de las sedes preclasificatorias ubicadas en todas las provincias argentinas.
Las semifinales se realizan por subsede oficial del Campeonato, y los seleccionados representan a cada una de esas sedes. En la etapa semifinal, las parejas que representan a la Ciudad de Buenos Aires son las que han obtenido entre el segundo y quinto puesto del Campeonato de Baile de la Ciudad y el primer puesto en la categoría Milongueros del
Mundo, del mismo torneo. Las parejas ganadoras del Campeonato de Buenos Aires y del Campeonato Europeo de Tango van directamente a la final.
El jurado, en ambas categorías, está integrado por cinco miembros en las etapas clasificatorias, seis miembros en semifinales y siete miembros en la final. Cada miembro clasifica individualmente con un puntaje del uno al diez, y luego se establece un promedio que es la calificación definitiva. En cada categoría se establece una pareja ganadora, así como el segundo y tercer puestos. El premio de la pareja ganadora fue de 40.000 pesos argentinos en 2013 (equivalente a 8.000 dólares estadounidenses).
Las competencias se desarrollan en dos categorías: tango de pista y tango escenario. Las finales de una y otra modalidades se realizan el último sábado y domingo del festival, respectivamente. A la final llegan 40 parejas en la modalidad tango de pista y 20 parejas en la modalidad tango escenario.

### Tango de pista

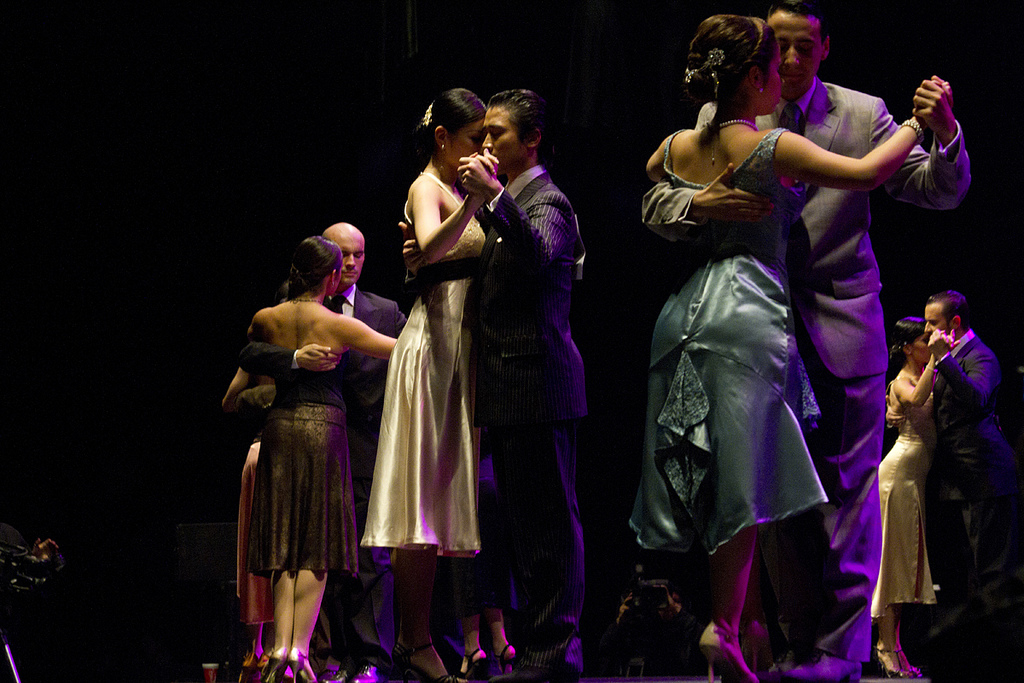
La modalidad tango de pista se caracteriza por preservar el estilo tanguero popular no estando permitido romper el abrazo ni saltar. Se baila en rondas de 10 parejas, que no eligen la música.

El tango de pista (antes denominado tango de salón) se desarrolla en grupos de 10 parejas que bailan simultáneamente, sin elegir la música. Las parejas deben ubicarse en ronda y girar en sentido contrario al reloj. La competencia consta de cuatro rondas en las que se danzan tres canciones por ronda. A la etapa final del campeonato llegan 40 parejas.
Esta modalidad busca respetar las características esenciales de la danza de tango y establece reglas coregráficas más estrictas que modalidad tango escenario:
- El abrazo no puede romperse mientras dura la música, entendiéndose por abrazo que uno de los bailarines debe estar siempre "contenido" por el abrazo del otro integrante, en un sentido elástico;
- Están prohibido los saltos;
- La vestimenta no es tomada como parámetro de calificación.[3]

Por reglamento, el jurado está obligado a calificar teniendo principalmente "en cuenta la musicalidad, la conexión entre la pareja y la elegancia en el andar". En esta modalidad es fundamental la improvisación y la utilización de las figuras coreográficas populares (cortes, quebradas, corridas, barridas, sacadas al piso, enrosques, etc.).

### Tango escenario

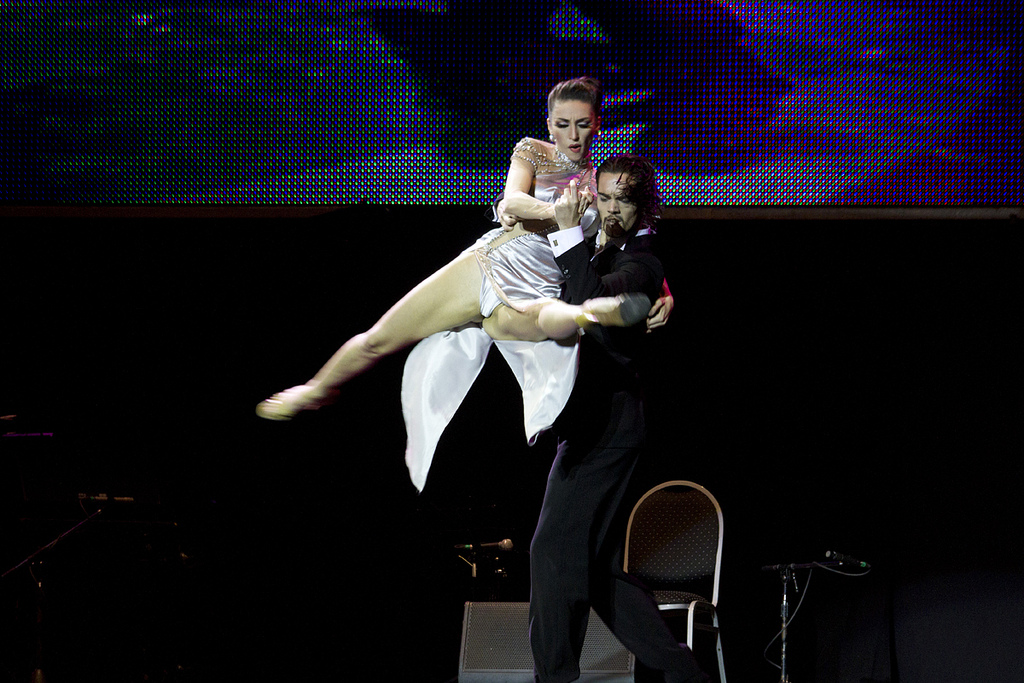
La modalidad tango escenario se caracteriza por su estilo coreográfico libre y acrobático, que incluye movimientos no permitidos en el tango de pista, como los saltos y la ruptura del abrazo. Se baila individualmente al compás de la música elegida por cada pareja.

El tango escenario se desarrolla con parejas que bailan solas y eligen la música. Cada una baila cuatro minutos. Se caracteriza por el despliegue coreográfico y dramático de cada pareja. A la final llegan 20 parejas.
Esta modalidad, a diferencia del tango de pista, busca la libertad coreográfica y la expresión de las múltiples variaciones con las que el baile de tango se presenta en el mundo, pero sin perder identidad:
- Se permite romper el abrazo pero el reglamento también advierte que debe tener "razón de ser y (realizarse) en beneficio de la presentación";
- Se permiten los saltos y utilizar recursos de otras danzas, pero sin superar un tercio del tiempo de la presentación;
- La coreografía debe incluir "las figuras clásicas del tango: los ochos, los giros, las caminatas largas, los voleos, los ganchos y el «abrazo milonguero»";
- La vestimenta puede ser punto de evaluación.[3]

## Campeones
Los campeones mundiales en las dos modalidades han sido:
| Campeones en Campeonatos Mundiales de Baile de Tango | Campeones en Campeonatos Mundiales de Baile de Tango | Campeones en Campeonatos Mundiales de Baile de Tango        | Campeones en Campeonatos Mundiales de Baile de Tango | Campeones en Campeonatos Mundiales de Baile de Tango |
| Edición                                              | Modalidad                                            | Campeones                                                   | Ciudad                                               | País                                                 |
| ---------------------------------------------------- | ---------------------------------------------------- | ----------------------------------------------------------- | ---------------------------------------------------- | ---------------------------------------------------- |
| I Edición 2003                                       | Tango de salón                                       | Gabriela Sanguinetti y Enrique Usales                       | Buenos Aires                                         | Argentina                                            |
| I Edición 2003                                       | Tango Escenario                                      | Gisela Galeassi y Gaspar Godoy                              | Villa Carlos Paz                                     | Argentina                                            |
| II Edición 2004                                      | Tango de salón                                       | Osvaldo Cartery y Luisa Inés de Cartery                     | Lanús                                                | Argentina                                            |
| II Edición 2004                                      | Tango Escenario                                      | Ivan Romero y Marcela Vespasiano                            | Misiones                                             | Argentina                                            |
| III Edición 2005                                     | Tango de salón                                       | María Ximena Gallicchio y Sebastián Achaval                 | Azul (Buenos Aires)                                  | Argentina                                            |
| III Edición 2005                                     | Tango Escenario                                      | Germán Cornejo y Angeles Trabichet                          | Zárate (Buenos Aires)                                | Argentina                                            |
| IV Edición 2006                                      | Tango de salón                                       | Natacha Poberaj y Fabián Peralta                            | Buenos Aires                                         | Argentina                                            |
| IV Edición 2006                                      | Tango Escenario                                      | Carlos Paredes & Diana Giraldo Rivera                       | Cali                                                 | Colombia                                             |
| V Edición 2007                                       | Tango de salón                                       | Dante Ezequiel Sánchez e Ines Muzzopappa                    | Comodoro Rivadavia                                   | Argentina                                            |
| V Edición 2007                                       | Tango Escenario                                      | Natalia Tonelli y Fernando Gracia                           | Lanús                                                | Argentina                                            |
| VI Edición 2008                                      | Tango de salón                                       | Cristina Sosa y Daniel Nacucchio                            | Buenos Aires                                         | Argentina                                            |
| VI Edición 2008                                      | Tango Escenario                                      | José Fernández y Melody Gisele Celatti                      | Buenos Aires                                         | Argentina                                            |
| VII Edición 2009                                     | Tango de salón                                       | Hiroshi Yamao y Kyoko Yamao                                 | Tokio                                                | Japón                                                |
| VII Edición 2009                                     | Tango Escenario                                      | Betsabeth Flores y Jonathan Spitel                          | Córdoba                                              | Argentina                                            |
| VIII Edición 2010                                    | Tango de salón                                       | Maria Ines Bogado y Sebastian Ariel Jiménez                 | Buenos Aires                                         | Argentina                                            |
| VIII Edición 2010                                    | Tango Escenario                                      | Diego Ortega y Chizuko Kuwamoto                             | Colón (Buenos Aires)                                 | Argentina                                            |
| IX Edición 2011                                      | Tango de salón                                       | Diego Julian Benavidez Hernández y Natasha Agudelo Arboleda | Bogotá                                               | Colombia                                             |
| IX Edición 2011                                      | Tango Escenario                                      | Solange Acosta y Max Van De Voorde                          | Buenos Aires                                         | Argentina                                            |
| X Edición 2012                                       | Tango de salón                                       | Paola Florencia Sanz y Facundo de la Cruz Gómez Palavecino  | Buenos Aires                                         | Argentina                                            |
| X Edición 2012                                       | Tango Escenario                                      | Cristhian Sosa y María Noel Sciuto                          | Buenos Aires                                         | Argentina                                            |
| XI Edición 2013                                      | Tango de Pista                                       | Jesica Arfenoni y Maximiliano Cristiani                     | Buenos Aires                                         | Argentina                                            |
| XI Edición 2013                                      | Tango Escenario                                      | Guido Palacios y Florencia Zárate Castilla                  | Villa Flandria                                       | Argentina                                            |
| XII Edición 2014                                     | Tango de Pista                                       | Sebastián Acosta y Lorena González Catáneo                  | Buenos Aires                                         | Argentina                                            |
| XII Edición 2014                                     | Tango Escenario                                      | Juan Malizia Gatti y Manuela Rossi                          | Buenos Aires                                         | Argentina                                            |
| XIII Edición 2015                                    | Tango de Pista                                       | Jonathan Saavedra y Clarisa Aragón                          | Buenos Aires                                         | Argentina                                            |
| XIII Edición 2015                                    | Tango Escenario                                      | Ezequiel Jesús López y Camila Alegre                        | Buenos Aires                                         | Argentina                                            |
| XIV Edición 2016                                     | Tango de Pista                                       | Cristian Palomo y Melisa Sacchi                             | Villa Ballester / Banfield                           | Argentina                                            |
| XIV Edición 2016                                     | Tango Escenario                                      | Hugo Mastrolorenzo y Agustina Vignau                        | Los Polvorines                                       | Argentina                                            |
| XV Edición 2017                                      | Tango de Pista                                       | Germán Ballejo y Magdalena Gutiérrez                        | Buenos Aires                                         | Argentina                                            |
| XV Edición 2017                                      | Tango Escenario                                      | Axel Arakaki y Agostina Tarchini                            | Santiago del Estero                                  | Argentina                                            |
| XVI Edición 2018                                     | Tango de Pista                                       | Jose Luis Salvo y Carla Rossi                               | Buenos Aires                                         | Argentina                                            |
| XVI Edición 2018                                     | Tango Escenario                                      | Dmitry Vasin y Sagdiana Hamzina                             | Moscú                                                | Rusia                                                |
| XVII Edición 2019                                    | Tango de Pista                                       | Maksim Gerasimov y Agustina Piaggio                         | Río Grande/Pcia T. del Fuego                         | Argentina                                            |
| XVII Edición 2019                                    | Tango Escenario                                      | Fernando Rodríguez y Estefanía Gómez                        | San Antonio Oeste., Río Negro                        | Argentina                                            |
| XVIII Edición 2021                                   | Tango de Pista                                       | Barbara Ferreyra y Agustín Agnez                            | San Fernando / Buenos Aires                          | Argentina                                            |
| XVIII Edición 2021                                   | Tango Escenario                                      | Yanina Muzyka y Emmanuel Casal                              | Avellaneda / Buenos Aires                            | Argentina                                            |
| XIX Edición 2022                                     | Tango de Pista                                       | Sebastian Bolivar y Cynthia Palacios                        | Cipoletti / Río Negro                                | Argentina                                            |
| XIX Edición 2022                                     | Tango Escenario                                      | Ricardo Astrada y Constanza Vieyto                          | Pergamino / Buenos Aires                             | Argentina                                            |
| XX Edición 2023                                      | Tango de Pista                                       | Suyay Quiroga y Jhonny Carvajal                             | Buenos Aires                                         | Argentina                                            |
| XX Edición 2023                                      | Tango Escenario                                      | Julián Sanchez y Bruna Estellita                            | Buenos Aires                                         | Argentina                                            |